# Puerto de Pasajes

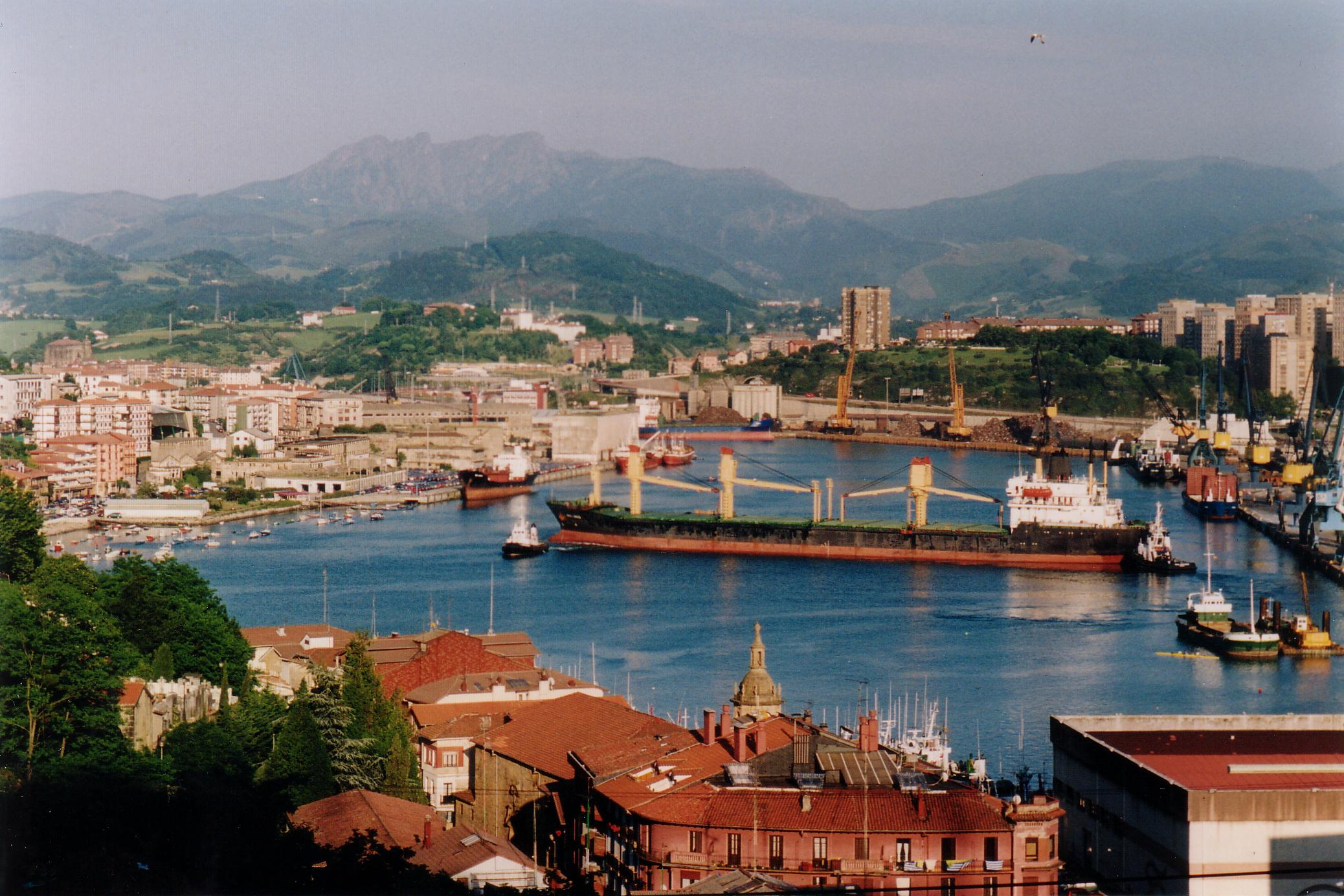
Puerto de Pasajes.

Contraseña de la provincia marítima de San Sebastián a la que pertenece.

El puerto de Pasajes (Pasaiako Portua en euskera) es un puerto marítimo español, situado en el norte de la península ibérica, ubicado en la desembocadura de la ría de Pasajes, con el mar Cantábrico.
Se trata de un puerto natural, aislado del oleaje del mar Cantábrico, y comunicado con este mediante un estrecho canal natural. La bocana o entrada al puerto es relativamente estrecha, pues no supera los 80 metros de ancho en la parte más angosta, siendo el canal de acceso, además, ligeramente sinuoso. Los montes Ulia y Jaizquíbel protegen a la ría y se encuentran a ambos lados de la bocana de su puerto. Esta circunstancia limita de forma muy importante el tipo de buque que puede utilizar el puerto, ya que tienen prohibido el acceso aquellos que superen los 185 m de eslora o 30 de manga. Los calados máximos se sitúan en torno a los 10 m. El puerto se ubica principalmente dentro del término municipal de Pasajes, aunque una parte de sus instalaciones se adentran también dentro de los  términos municipales de San Sebastián (dársena de la Herrera), Rentería y Lezo (muelles de Lezo 1, Lezo 2 y Lezo 3).
En 1927,  tras múltiples negociaciones, fue firmada la reversión anticipada del puerto al Estado, haciéndose cargo de él la entonces denominada Junta de Obras del Puerto, dirigida por el ingeniero Javier Marquina Borra (1886-1946), bajo cuyas directrices como presidente se amplió considerablemente el Puerto, recibiendo un homenaje por su trabajo con la realización de un busto realizado por el valenciano Mariano Benlliure. Este personaje sería también el último director de la Compañía de los Caminos de Hierro del Norte de España y con la creación de la Renfe, en 1941, fue su primer director general. Subsecretario del Ministerio de Obras públicas y Consejero Inspector del Cuerpo Nacional de Caminos, Canales y Puertos en el momento de su muerte en Madrid en 1946.
El puerto está actualmente administrado por la Autoridad Portuaria de Pasajes, que es una de las 28 autoridades portuarias pertenecientes al organismo estatal dependiente del Ministerio de Fomento, Puertos del Estado.
En el País Vasco, donde sólo hay dos puertos de interés general, se halla en el segundo puesto por detrás de Bilbao (5.º del ranking nacional). Se trata por lo tanto de un puerto relativamente pequeño, pero que tiene un importante peso en la economía guipuzcoana.

## Tráfico del puerto
- Actividades y usos: , , ,  y .

Una tercera parte del tráfico de mercancía del puerto está formada por chatarra metálica, materia prima utilizada por la industria siderúrgica de Guipúzcoa. Esa misma industria se sirve del puerto para dar salida a su producción. El 20% del tráfico está compuesto por productos siderúrgicos (vigas, perfiles, etc.). Pasajes tiene también gran importancia en el transporte de vehículos. Las fábricas de automóviles situadas en el interior del país, como Mercedes de Vitoria, Volkswagen de Pamplona u Opel de Figueruelas, se sirven del puerto guipuzcoano para dar salida a parte de su producción; y el puerto se usa también para la importación de vehículos. Con tal fin existen instalaciones especialmente acondicionadas para el almacenamiento y carga de vehículos. Las limitaciones de eslora impiden la entrada de cruceros, salvo los más pequeños. También existió una estación marítima de pasajeros, que fue demolida por falta de uso.

## Instalaciones del puerto
En la parte más occidental del puerto, entre el barrio de Trincherpe y el donostiarra de Herrera, se encuentra un polígono industrial (Zona Portuaria de Herrera) en el que se asientan pequeñas empresas relacionadas con la actividad del puerto (mayoristas de productos siderúrgicos, un centro de investigación marina, reparación de maquinaria naval, carpintería naval, calderería naval, elaboración y manipulación de marisco y pescado congelado, etc.). En los muelles de San Juan también hay unos astilleros.

## Actividad pesquera
La pesca es una actividad tradicional del municipio, que actualmente se encuentra inmersa en una larga y profunda crisis, pareciendo poco probable que vaya a remontar. Durante las décadas de 1960 y 1970, Pasajes fue un puerto bacaladero de gran importancia, con una flota de altura que llegó a tener 280 embarcaciones y empleó miles de personas. En la actualidad la flota pesquera de Pasajes ha disminuido drásticamente. También existe una pequeña flota de bajura. En total se dedican a la actividad pesquera sólo unas 300 personas en el municipio.

## Faros
Dos faros señalan la salida al Cantábrico del Puerto de Pasajes: el Faro de La Plata situado en la parte occidental de la bocana del puerto, en el monte Ulía y el faro de Senokozulua, en la parte oriental de la bocana del puerto hacia mar abierto.